# Tommy Loughran
Thomas Patrick Loughran (Filadélfia, 29 de novembro de 1902 - Altoona, 7 de julho de 1982) foi um pugilista americano, campeão mundial dos meios-pesados entre 1927 e 1929.

## Biografia
Considerado um dos boxeadores mais talentosos de todos os tempos, precursor de um estilo de boxe que privilegiava a rapidez no jogo de pernas e acurácia nos contra-golpes, Tommy Loughran lutou contra diversos campeões mundiais ao longo de sua bela carreira.
Iniciando sua carreira em 1919 com uma vitória por nocaute, Loughran somente começou a enfrentar adversários mais qualificados a partir de 1922, quando enfrentou em sequência Jimmy Darcy, Brian Downey e o futuro campeão dos meios-pesados Mike McTigue. Nenhuma dessas lutas teve um vencedor oficialmente declarado, contudo os jornais da época apontaram vitória para Loughran nas três ocasiões.
Ainda em 1922, Loughran voltou a subir ao ringue contra adversários do mais alto nível, tais como Harry Greb e Gene Tunney, ambos futuros campeões mundiais. Novamente, essas foram mais duas lutas de Loughran que não tiveram um vencedor definido, um fato que se repetiu por 45 vezes ao todo no transcorrer de toda sua carreira.
Posteriormente, já em 1923, Loughran tornou a fazer mais dois combates contra Mike McTigue, que então já havia capturado o título mundial dos meios-pesados para si. As duas lutas terminaram sem um resultado oficial, contudo os jornais decidiram que Loughran havia sido o vencedor do primeiro combate, ao passo que McTigue o vencedor do segundo.
No início de 1923, antes de seus duelos contra McTigue, Loughran também havia tornado a enfrentar o temível Harry Greb, que à época detinha o título de campeão americano dos meios-pesados. Loughran e Greb fizeram duas lutas em um perído de quinze dias, sendo que Greb obteve a vitória nos pontos no segundo confronto, após um impasse no primeiro.
Posteriormente, quando Greb já havia conquistado o título mundial dos pesos-médios, Loughran tornou a enfrentar Greb mais três vezes, tendo vencido um dos duelos, perdido outro e empatado um terceiro. Apesar do título mundial de Greb não ter sido colocado em jogo nesses combates subsequentes, a rivalidade acirrada entre esses dois boxeadores foi a razão para tantos embates.
Mas além de Greb, Loughran também criou uma outra grande rivalidade contra Young Stribling, de quem Loughran perdeu duas lutas entre 1924 e 1925, antes de finalmente conseguir derrotá-lo em 1927. Nesse período, Loughran também conseguiu obter vitórias sobre o ex-campeão mundial dos médios Johnny Wilson e o ex-campeão mundial dos meios-pesados Georges Carpentier.
Finalmente, em outubro de 1927, Loughran conquistou seu primeiro título, quando derrotou Mike McTigue, que havia sido restabelecido à condição de  campeão mundial dos meios-pesados pela Comissão Atlética do Estado de Nova Iorque, depois que Jack Delaney havia abdicado de seu título.
No entanto, poucos meses antes dessa luta entre McTigue e Loughran, de acordo com a Associação Nacional de Boxe, Jimmy Slattery já havia conquistado o título mundial vago de Delaney, com uma vitória sobre Maxie Rosenbloom. Desta forma, a indefinição sobre quem era o legítimo campeão mundial dos meios-pesados somente pôde ser desfeita em dezembro de 1927, quando Loughran derrotou Slattery, em uma decisão unânime nos pontos.
Uma vez tendo se tornado o campeão inconteste dos meios-pesados, entre 1928 e 1929, Loughran fez cinco bem sucedidas defesas de seu título, suplantando adversários como o ex-campeão mundial dos meios-médios Pete Latzo, o campeão vigente na época dos pesos-médios Mickey Walker e até mesmo do futuro campeão dos pesos-pesados Jim Braddock.
Então, logo após sua vitória contra Braddock, Loughran decidiu abdicar de seu título dos meios-pesados, no intuito de subir de categoria e se transformar em um boxeador peso-pesado. Assim sendo, após conquistar importantes vitórias sobre Max Baer, Paulino Uzcudun e o ex-campeão mundial Jack Sharkey, Loughran conseguiu o direito de desafiar o campeão Primo Carnera
Ocorrida em 1934, a luta entre Loughran e o gigante Carnera de 1,97 m acabou terminando com a vitória do campeão nos pontos, em uma decisão unânime dos jurados, após quinze rounds lutados. Contudo os críticos de boxe da época contestaram duramente o resultado, alegando que o pequenino Loughran de 1,82 m não lhes parecera ter sido tão aplamente dominado pelo campeão como os jurados haviam determinado.
Terminado seu sonho de se tornar campeão mundial dos pesos-pesados, Loughran seguiu lutando até 1937, encerrando sua carreira com um revide contra Sonny Boy Walker, que lhe tinha aplicado uma derrota no mês anterior. Loughran faleceu em 1982, aos 79 anos.
Em 1991, Tommy Loughran foi incluído na galeria dos seletos boxeadores imortalizados pelo International Boxing Hall of Fame.